# Setodes laios
Setodes laios is een schietmot uit de familie Leptoceridae. De soort komt voor in het Oriëntaals gebied.